# پرورش (فیلم ۱۹۷۷)
پرورش (انگلیسی: Parvarish) فیلمی در ژانر درام و اکشن است که در سال ۱۹۷۷ منتشر شد. کارگردانی این فیلم بر عهده منموهان دسای بوده و بازیگرانی چون آمیتاب باچان، وینود کانا، شامی کاپور، امجد خان، نیتو سینگ و شبانه اعظمی تیم بازیگری این فیلم را تشکیل داده‌اند.

## خلاصه داستان
بازرس پلیس وظیفه‌شناسی بنام شمشیر سینگ طی یک درگیری راهزن معروف، منگال سینگ را دستگیر می‌کند. همسر منگال پسر او را به دنیا آورده و می‌میرد از این رو شمشیر پسر منگال را به خانه آورده و او را مثل پسر خودش بزرگ می‌کند. در دوران کودکی کیشن (پسر شمشیر) و آمیت (پسر منگال) سوتفاهمی به وجود می‌آید که سبب می‌شود کیشن خود را پسر منگال بداند. همین موضوع باعث ورود او به دنیای جرم و جنایت می‌شود. در عوض آمیت همانند پدرخوانده اش به یک افسر پلیس تبدیل می‌شود. آمیت و کیشن چندین بار در مأموریتهای آمیت رودرروی هم قرار می‌گیرند تا اینکه آمیت متوجه اعمال خلاف کیشن می‌شود ولی در اثبات آن عاجز می‌ماند. طی یک حادثه ساختگی آمیت تظاهر به نابینایی می‌کند تا برادرش و همچنین تمام اعضای گروه جنایتکاران را دستگیر کند و…

## بازیگران
- شامی کپور در نقش شمشیر سینگ
- آمیتاب باچان در نقش آمیت
- وینود خانا در نقش کیشن
- نیتو سینگ در نقش نیتو
- شبانه اعظمی در نقش شبو
- قادر خان در نقش سوپریمو
- امجد خان در نقش منگال سینگ